# Avenida Washington Luís
A Avenida Washington Luís é um dos logradouros mais importantes do município de São Paulo, capital do estado de mesmo nome. Integra o corredor que liga o centro da cidade à zona sul e ao Aeroporto de Congonhas. Tem ao longo de seu trajeto dois grandes viadutos: o viaduto Washington Luís, que passa sobre a Avenida Vereador João de Luca; e o Viaduto Deputado Luís Eduardo Magalhães, que passa sobre a Avenida Jornalista Roberto Marinho (antiga Água Espraiada).
O nome da avenida é uma homenagem ao presidente do estado de São Paulo e 13º presidente do Brasil, Washington Luís Pereira de Sousa.
A avenida, localizada ao lado do Aeroporto de Congonhas, foi palco do maior acidente aéreo da história da aviação civil brasileira. No dia 17 de julho de 2007 um Airbus A320 da TAM, Voo TAM 3054, atravessou a avenida ao tentar aterrissar no aeroporto e colidiu com um prédio da própria companhia, do outro lado da via. Ao todo, 199 pessoas morreram no acidente, entre elas todos os 187 passageiros e tripulantes a bordo do avião, e mais 12 pessoas em solo.

## História
A Avenida Washington Luís foi criada pela Autoestradas S/A, empresa fundada por Louis Romero Sanson com o apoio do engenheiro Alberto de Zagottis e o engenheiro norte-americano Asa White Kenney Billings, criador da Represa Billings.
A empresa projetou uma estrada que ligasse São Paulo a Santo Amaro, que à época era um município independente. As suas obras começaram em 1927 e terminaram em 1933. A Autoestrada Washington Luís foi inaugurada em 1929.
Em 1935, a Autoestradas S/A vendeu parte de um terreno em Congonhas para a construção de um aeroporto. O Aeroporto de Congonhas, inaugurado em 1936, ainda não possuía infraestrutura na época. Só em 1938, o aeroporto passou a ter infraestrutura necessária e a receber aviões civis e militares.
Em 1940, foi construída a Autoestrada Interlagos, depois Avenida Interlagos, que começava na Chácara Flora e terminava na Cidade Satélite da Capital, depois Interlagos, implantada em 1937 por Alfred Agache, no conceito de "Cidade Jardim". A autoestrada fazia ligação com o Autódromo de Interlagos.
Ela tinha asfalto em concreto, sendo substituído pelo asfalto comum em 1965, quando passou a receber o nome Avenida Washington Luís.